# Twin Rivers (Yorkshire de l'Est)
Twin Rivers est une paroisse civile du Yorkshire de l'Est, en Angleterre.